# Neuchristen

Symbol der Neuchristen (Gabelkreuz)

Die Neuchristen sind eine von der römisch-katholischen Kirche getrennte, sich jedoch als Teil der katholischen Kirche betrachtende Gemeinschaft um den „Schwert-Bischof“ Nikolaus Schneider (* 1937 in Oberriet, Schweiz).
Die Gemeinschaft nennt sich auch Gemeinschaft um den Schwert-Bischof, frühere Bezeichnungen waren Kampf gegen Satan (KGS) und Kinder-Gebets-Sturm.
Zu den Neuchristen gehörten nach eigenen Angaben im Jahr 2000 etwa 250 Menschen, davon 50 in Deutschland, 30 in Österreich, 90 in der Schweiz und 50 in Holland. In Kamerun gibt es eine Schwesterkirche; ihre genaue Mitgliederanzahl ist nicht bekannt. Inzwischen gehören zur Gemeinschaft nach eigenen Angaben ca. 1000 Mitglieder.

## Lehre
Das Hauptgebot der Neuchristen stammt aus Dtn 6,5  und lautet: „Du sollst deinen Gott lieben aus deinem ganzen Herzen, aus deiner ganzen Seele, aus deinem ganzen Denken und aus deiner ganzen Kraft“. Die Stärkung des Ansehens von Gott soll die Welt retten. Dabei spielt der Kampf gegen Satan und seine Anhänger eine zentrale Rolle, und Nikolaus Schneider geht dabei auch gegen die römisch-katholische Kirche vor, der er falsche Methoden vorwirft.
Die Messe wird vom Bischof zum Volk gewandt (versus populum) zelebriert.

## Organisation
Es gibt eine Hauskirche, in der geweihte Bischöfe und Priester die Gläubigen betreuen, und zwei Tochterhäuser in Deutschland und den Niederlanden. Daneben gibt es auch ein Frauenkloster, das von Pia Muff als Äbtissin geleitet wird.
Nach eigenen Angaben finanziert sich die Gruppe aus Spenden.

## Geschichte
Nikolaus Schneider gründete 1977 in Holland die Arche. Im selben Jahr wurde Schneider vom Vaganten-Bischof Gerard Franck zum Priester geweiht und schon zwei Monate später zum Bischof. Nach der Verhaftung von Gerard Franck aufgrund des Vorwurfs sexuellen Missbrauchs von Kindern im Jahr 1996 verließen die meisten Gläubigen die Arche. Nikolaus Schneider zog in seine Schweizer Heimat zurück und gründete dort 1984 in Rehetobel die Gemeinschaft Kampf gegen Satan (KGS). 1990 folgte die Umbenennung zu Neuchristen.

## Ökumene
Die Neuchristen erkennen die Taufe der römisch-katholischen, altkatholischen und orthodoxen Kirchen an. Bei trinitarisch getauften Christen aus anderen Konfessionen wird die Firmung wiederholt.

## Kontroversen
Die Gemeinschaft wird sowohl von Seiten der römisch-katholischen als auch von evangelischen Kirchen als fundamentalistisch orientiert kritisiert.
Nach Angaben der Neuchristen lasse sich ihre apostolische Sukzession (Priestertum und Bischofsweihe) von Nikolaus Schneider bis zu Ignatius von Antiochia zurückverfolgen, was sich aber nicht stichhaltig beweisen lässt.
Die Bischofsweihe von Nikolaus Schneider geht auf einen in einer altkatholischen Weihelinie stehenden Vagantenbischof zurück. Die römisch-katholische Kirche hat niemals öffentlich eine Anerkennung der alt-katholischen Weihen ausgesprochen und aus katholischer Sicht wird die Gültigkeit der Weihe bezweifelt. Nach römisch-katholischem Kirchenrecht hätte er – sofern seine Priester- und Bischofsweihe überhaupt gültig waren, gar nicht zum Priester oder Bischof geweiht werden dürfen, da aufgrund seiner Ehe ein Weihehindernis besteht. Ebenso hat er sich nach römisch-katholischem Kirchenrecht durch seine unerlaubte Bischofsweihe gemäß can. 1383 automatisch die Tatstrafe der Exkommunikation zugezogen, sofern seine Bischofsweihe überhaupt gültig war. Die heutigen alt-katholische Kirchen der Utrechter Union erkennen  die Weihe von episcopi vagantes nicht an. Zur Frage der Gültigkeit oder Ungültigkeit der Weihe bei den Neuchristen ist bis heute keine abschließende Entscheidung gefällt worden.